# Yemen del Sud ai Giochi della XXIV Olimpiade
Lo Yemen del Sud ha gareggiato come nazione indipendente per la prima e unica volta ai Giochi della XXIV Olimpiade del 1988 di Seul.
Nessun atleta vinse medaglie olimpiche.
Dopo la riunificazione dello Yemen, lo Yemen del Sud si unì allo Yemen del Nord partecipando ai Giochi olimpici come Yemen a partire dal 1992.

## Risultati

### Atletica
| Atleta               | Sport            | Specialità | Piazzamento |
| -------------------- | ---------------- | ---------- | ----------- |
| Ehab Fuad Ahmed Nagi | Atletica leggera | 100 metri  | 1º turno    |
| Sahim Saleh Mehdi    | Atletica leggera | 200 metri  | 1º turno    |
| Farouk Ahmed Sayed   | Atletica leggera | 5000 metri | 1º turno    |

### Pugilato
| Atleta                | Sport    | Specialità | Piazzamento |
| --------------------- | -------- | ---------- | ----------- |
| Ali Mohamed Jaffer    | Pugilato | Pesi piuma | 33°         |
| Mohamed Mahfood Sayed | Pugilato | Pesi mosca | 17°         |